# Kościół św. Ducha w Śremie
Kościół Świętego Ducha w Śremie – rzymskokatolicki kościół parafialny w mieście Śrem. Należy do dekanatu śremskiego. Mieści się przy ulicy Księdza Kardynała Stefana Wyszyńskiego.
Świątynia została wybudowana pod koniec XVI wieku w stylu późnogotyckim jako kościół szpitalny. Jest to budowla o jednej nawie bez wydzielonego prezbiterium i mieszczącą się za nim zakrystią, pokryta wysokim dwuspadowym dachem, murowana z cegieł o układzie polskim. W 1840, gdy została przejęta przez protestantów, została poddana przebudowie. Fasada została ozdobiona czworobocznymi wieżyczkami oraz ostrołukowym szczytem. Budowlę poświęcono w 1841. Surowy wystrój wnętrza pochodzi z czasów przebudowy. Należy zwrócić uwagę na charakterystyczne dla kościołów ewangelickich empory.
W okresie II Rzeczypospolitej kościół był we władaniu parafii należącej do superintendentury Śrem Ewangelickiego Kościoła Unijnego.
Od 1945 jest ponownie kościołem rzymskokatolickim. Na początku lat siedemdziesiątych XX wieku został poddany restauracji. W związku z tym, wyposażenie kościoła jest współczesne, jedynie w ołtarzu głównym mieści się duży manierystyczny krucyfiks z około 1630.